# Рестиевые
Ре́стиевые (лат. Restionaceae) — семейство однодольных трав, распространённых большей частью в Южном полушарии. Согласно Системе классификации APG III (2009) семейство входит в состав порядка Злакоцветные.
Общее число родов — более пятидесяти, общее число видов — около 500. Наиболее крупные роды — Restio (95 видов), Elegia (50 видов), Ischyrolepis (48 видов).

## Распространение и экология
Рестиевые распространены прежде всего во внетропических областях Южного полушария, при этом наибольшее разнообразие наблюдается в двух областях: в Южной Африке (особенно в Капской области, но также на Мадагаскаре и в Малави) и на юге Австралии, включая Тасманию. Также представители семейства встречаются в Новой Зеландии и на островах Чатем. Единственный вид рестиевых, который растёт в Южной Америке (в Чили и Аргентине), — Лептокарпус чилийский (Leptocarpus chilensis). Несколько видов рестиевых, в том числе Лептокарпус разъединённый (Leptocarpus disjunctus), встречаются в Северном полушарии (во Вьетнаме, в Малайзии, на острове Хайнань).
В растительных сообществах Южной Африки и Австралии представители семейства нередко занимают ту же нишу, которую занимают злаки и осоковые в других регионах.

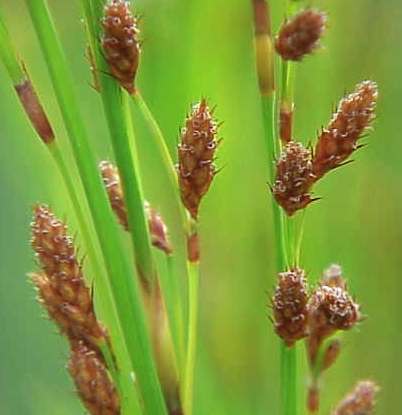
Restio tetraphyllus

## Биологические описание
Все представители семейства — многолетние травянистые растения, для которых характерны прутьевидные стебли с отсутствующими или очень сильно редуцированными листьями.
Корневища у рестиевых обычно ползучие, длинные; почти всегда на корневищах имеются кожистые чешуевидные листья, у основания которых образуются придаточные корни.
Надземные побеги у рестиевых представляют собой жёсткие, цилиндрические, достаточно тонкие стебли, у большинства видов ветвящиеся только у основания и заканчивающиеся соцветиями. Высота стеблей обычно составляет от 25 до 100 см; но у некоторых видов стебли достигают высоты 200 см и толщины 4 см (а иногда даже и 8 см). По причине полной или почти полной редукции листьев функции фотосинтеза и транспирации выполняют именно надземные побеги.
Цветки у представителей семейства почти всегда однополые, собраны в колоски, которые обычно собраны в колосовидные, кистевидные, метельчатые или зонтиковидные сложные соцветия. Почти все рестиевые — двудомные растения, при этом внешний вид женских и мужских соцветий очень сильно отличается. Женские соцветия меньше разветвлены и число цветков в них обычно меньше, чем в мужских соцветиях. Околоцветник перепончатый, состоит из бесцветных или почти бесцветных четырёх или шести сегментов примерно одинакового строения, располагающихся в два круга, при этом сегменты внутреннего круга могут друг с другом срастаться. У некоторых видов околоцветник в женских цветках полностью отсутствует. В мужских цветках имеется или три, или, реже, две тычинки.
Плод у большинства видов — коробочка с двумя или тремя семенами, у некоторых видов — орехообразный плод с одним семенем. Семена рестиевых — с обильным мучнистым эндоспермом.
| |  |  |
| Плоды рестиевых (слева направо): Thamnochortus insignis, Chondropetalum tectorum, Ischyrolepis subverticillata |  |  |

## Использование
Некоторые южноафриканские виды рестиевых используются в качестве садовых декоративных растений.

## Классификация
Рестиевые близки к семейству Осоковые, существенно отличаясь от них по внешнему облику, но имея очень похожие соцветия. В то же время по некоторых другим признакам рестиевые находятся ближе к семейству Злаки.
В синонимику семейства входит название Elegiaceae Raf..

## Роды
Общее число родов — более пятидесяти (на сайте Angiosperm Phylogeny Website говорится о 58 родах, но приведённый список состоит только из 39 родов; на сайте Germplasm Resources Information Network приведён список из 52 родов рестиевых, при этом указано, что он полный).

### Список родов
Ниже приведён список 53 родов семейства Рестиевые, а также нескольких синонимов. Список составлен на основе данных сайта GRIN с добавленем рода Pseudoloxocarya Linder из списка APWeb:
- Acion B.G.Briggs & L.A.S.Johnson
- Alexgeorgea Carlquist
- Anthochortus Nees — Антохортус
- Antochortus Nees, orth. var. = Anthochortus Nees
- Apodasmia B.G.Briggs & L.A.S.Johnson
- Askidiosperma Steud.
- Calopsis P.Beauv. ex Desv.
- Calorophus Labill.
- Cannomois P.Beauv. ex Desv.
- Catacolea B.G.Briggs & L.A.S.Johnson

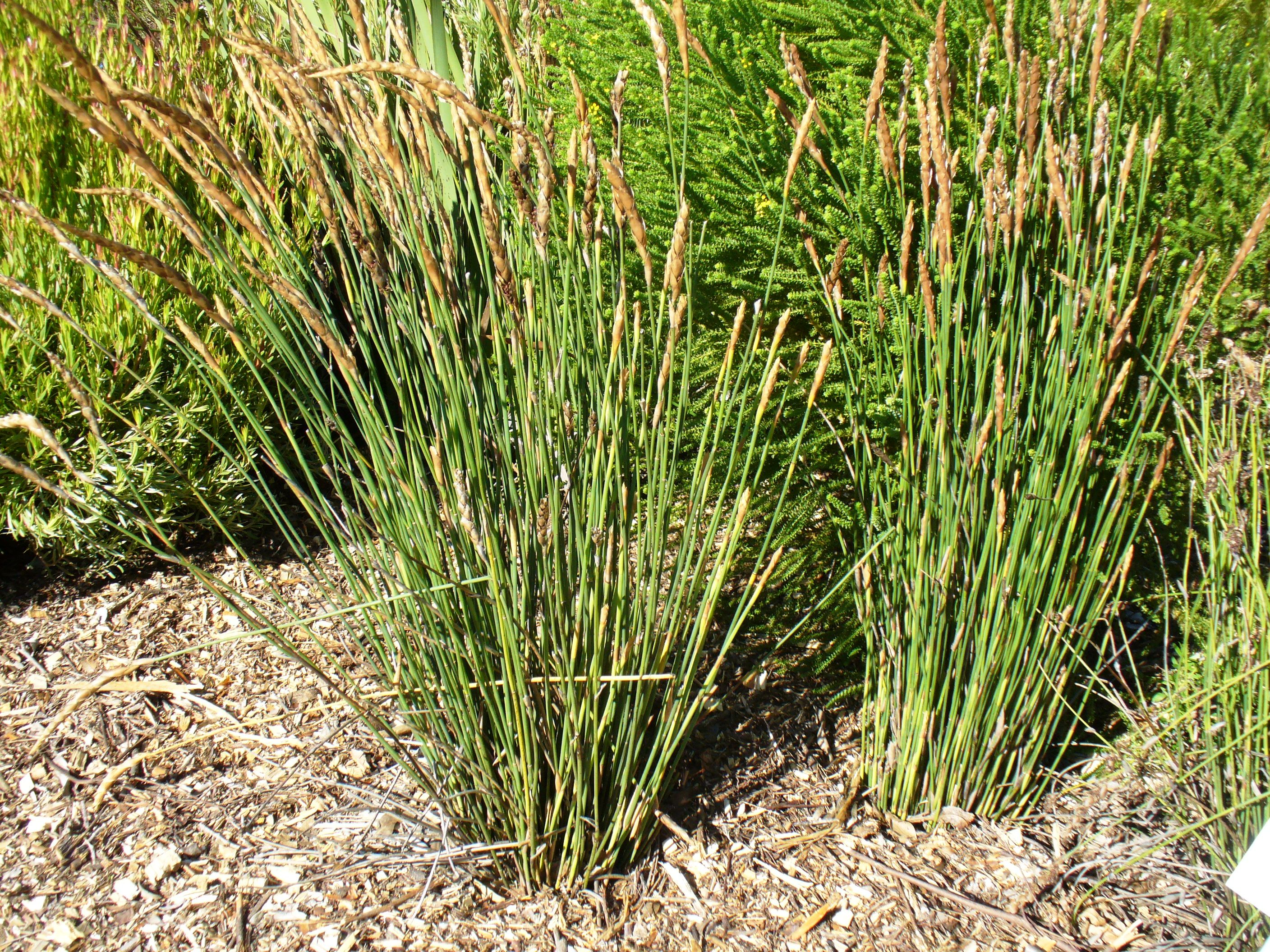
Elegia fistulosa

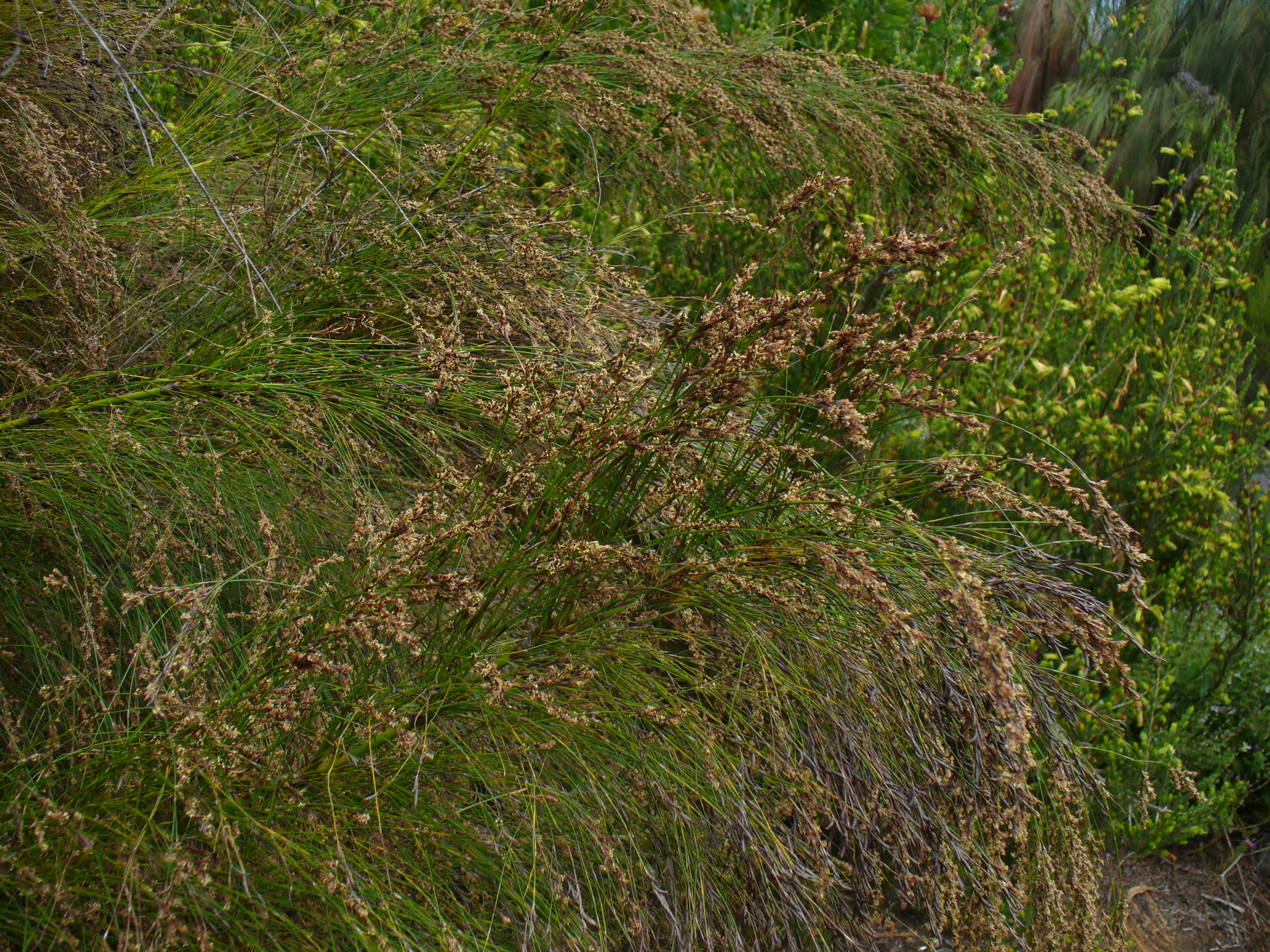
Ischyrolepis subverticillata

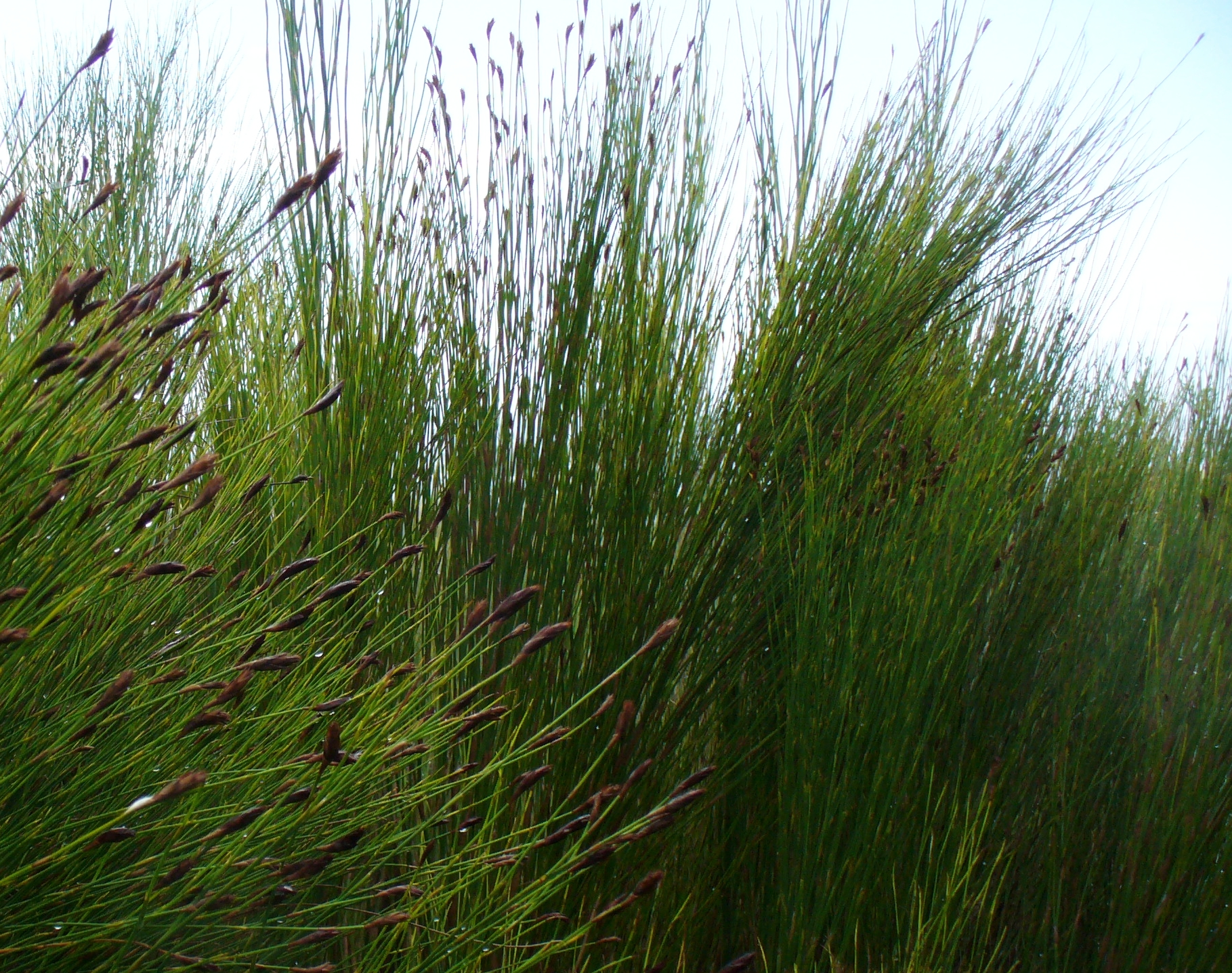
Platycaulos callistachyus

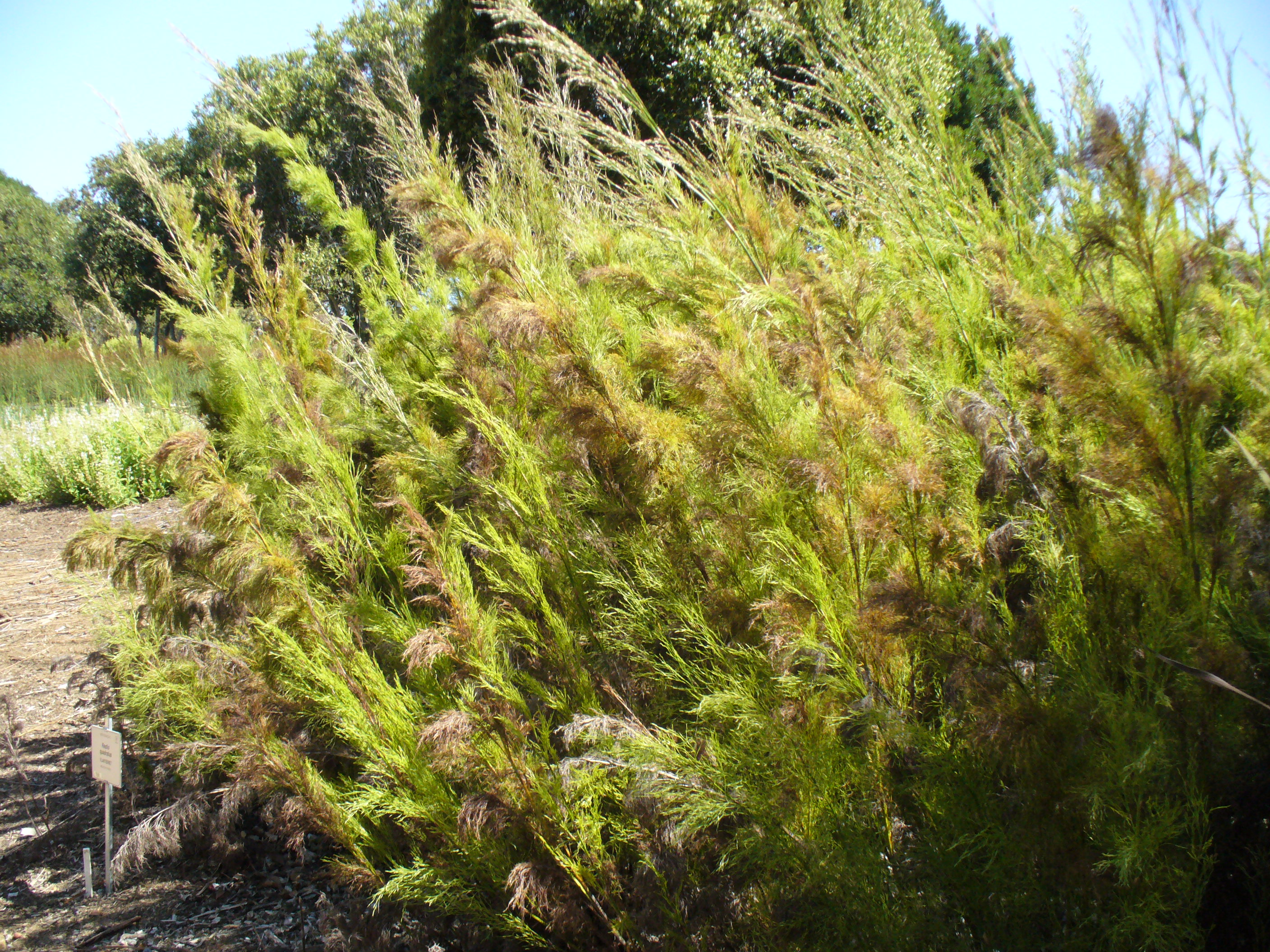
Restio quadratus

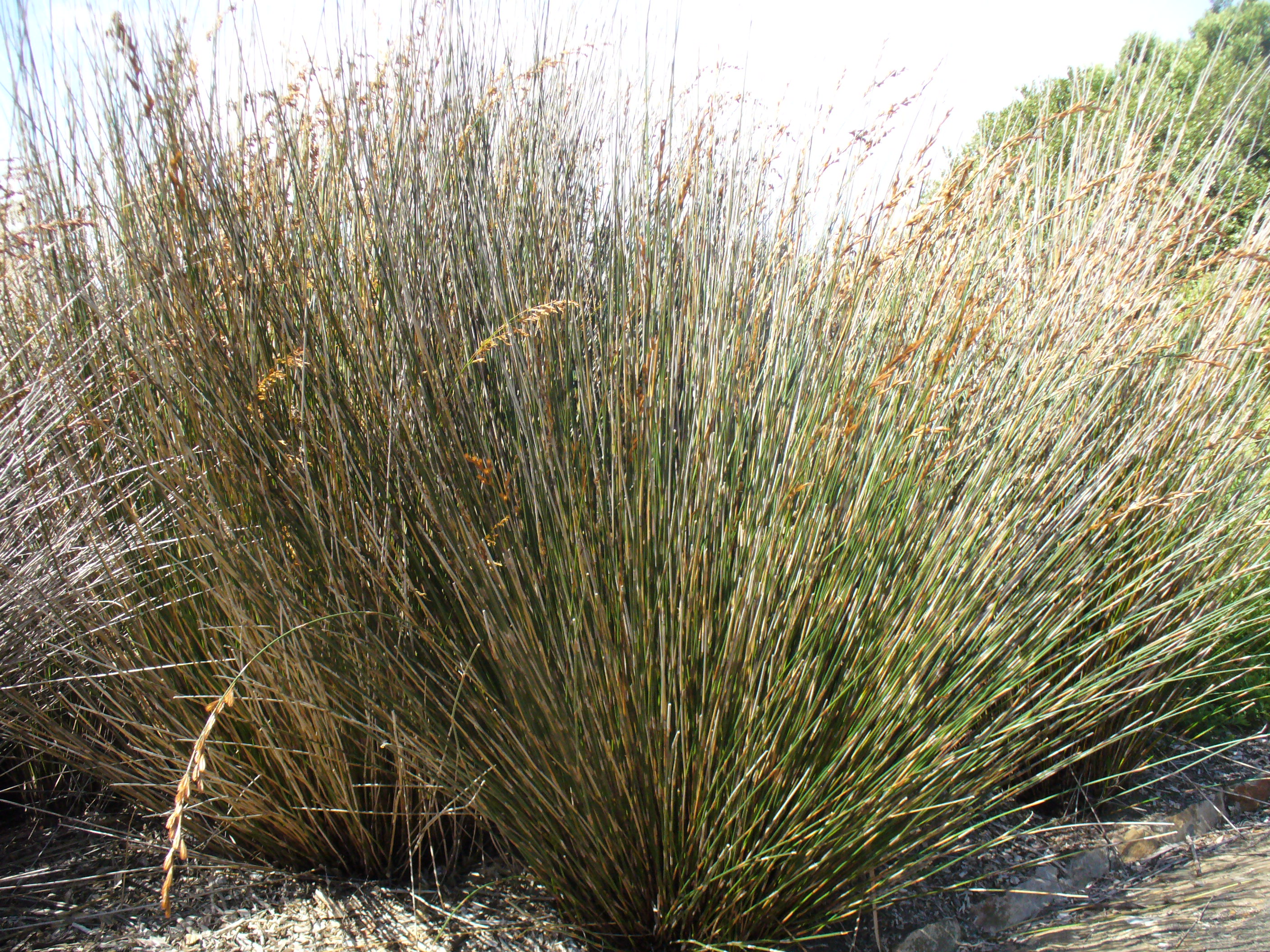
Thamnochortus insignis

- Ceratocaryum Nees. Представитель этого рода Ceratocaryum argenteum — пример крайне редко встречающейся мимикрии среди растений в целях распространения семян.
- Chaetanthus R.Br.
- Chondropetalum Rottb. — Хондропеталум
- Chordifex B.G.Briggs & L.A.S.Johnson
- Coleocarya S.T.Blake
- Cytogonidium B.G.Briggs & L.A.S.Johnson
- Dapsilanthus B.G.Briggs & L.A.S.Johnson
- Dielsia Gilg — Дильсия
- Dovea Kunth
- Elegia L. — Элегия
- Empodisma L.A.S.Johnson & D.F.Cutler
- Eurychorda B.G.Briggs & L.A.S.Johnson
- Guringalia B.G.Briggs & L.A.S.Johnson
- Harperia W.Fitzg. — Харперия
- Hydrophilus H.P.Linder
- Hypodiscus Nees — Гиподискус
- Hypolaena R.Br. — Гиполена
- Ischyrolepis Steud.
- Kulinia B.G.Briggs & L.A.S.Johnson
- Lamprocaulos Mast. = Elegia L.
- Lepidobolus Nees — Лепидоболус
- Leptocarpus R.Br. — Лептокарпус
- Lepyrodia R.Br. — Лепиродия
- Loxocarya R.Br. — Локсокария
- Mastersiella Gilg-Ben.
- Meeboldina Suess.
- Megalotheca F.Muell.
- Melanostachya B.G.Briggs & L.A.S.Johnson
- Mesanthus Nees = Cannomois P.Beauv. ex Desv.
- Nevillea Esterh. & H.P.Linder
- Onychosepalum Steud. — Онихосепалум
- Phyllocomos Mast. — Филокомус = Anthochortus Nees
- Platycaulos H.P.Linder
- Platychorda B.G.Briggs & L.A.S.Johnson
- Pseudoloxocarya Linder
- Restio Rottb. — Рестио
- Rhodocoma Nees
- Saropsis B.G.Briggs & L.A.S.Johnson
- Sporadanthus F.Muell. — Спорадантус
- Staberoha Kunth
- Stenotalis B.G.Briggs & L.A.S.Johnson
- Taraxis B.G.Briggs & L.A.S.Johnson
- Thamnochortus P.J.Bergius — Тамнохортус
- Tremulina B.G.Briggs & L.A.S.Johnson
- Tyrbastes B.G.Briggs & L.A.S.Johnson
- Willdenowia Thunb. — Вильденовия. Род назван в честь Карла Людвига Вильденова (1765—1812), немецкого ботаника, одного из величайших систематиков своего времени.
- Winifredia L.A.S.Johnson & B.G.Briggs

### Роды, ранее относившиеся к рестиевым
Некоторые роды, которые ранее также относили к рестиевым, сейчас относятся к другим семействам злакоцветных:
- к семейству Анартриевые (Anarthriaceae)[5]:
  - Anarthria R.Br. — Анартрия
  - Hopkinsia W.Fitzg. — Хопкинсия
  - Lyginia R.Br. — Лигиния
- к семейству Экдейоколеевые (Ecdeiocoleaceae)[5]:
  - Georgeantha B.G.Briggs & L.A.S.Johnson
  - Ecdeiocolea F.Muell. — Экдейоколея